# Luigi Villoresi
Luigi Villoresi (Milán, Reino de Italia; 16 de mayo de 1909-Módena, Emilia-Romaña, Italia; 24 de agosto de 1997) fue un piloto de automovilismo italiano. Corrió en Fórmula 1 entre 1950 y 1956 participando en 34 Grandes Premios, logró 49 puntos y subió 8 veces al podio. Logró una pole position.

## Biografía
Nacido en Milán, Italia, con el sobrenombre "Gigi", fue el hermano mayor de Emilio Villoresi quien le sirvió de copiloto en distintas competiciones al inicio de sus carreras. De una familia prospera, Villoresi pudo costear la adquisición de un automóvil para participar en rallies locales a la edad de 22 años con un Lancia Lambda y pocos años después adquirió un Fiat Balilla con el que participó junto con su hermano en la carrera Mille Miglia. En 1935, compitió en la Coppa Ciano, terminando tercero y posteriormente ganó la categoría de 1100cc. El siguiente año el y su hermano compraron un Maserati que manejaron individualmente en distintas carreras. Emilio fue tan exitoso que fue contratado para conducir un Alfa Romeo para la Scuderia Ferrari en la temporada de 1937. Desafortunadamente, Emilio murió como piloto de pruebas para Alfa Romeo en el Autodromo Nazionale di Monza.
En 1938, Luigi Villoresi se convirtió en parte del equipo Maserati conduciendo un Maserati Tipo 8CTF diseñado para competir en 1939, obteniendo el triunfo en el Gran Premio de Sudáfrica pero ante la aparición de la Segunda Guerra Mundial se interrumpió su carrera automovilística. Al final de la guerra, regresó a las carreras para Maserati hasta 1949 cuando firmó con la Scuderia Ferrari debutando en Fórmula 1 el 21 de mayo de 1950.
Ya con 41 años, Villoresi participó como el corredor experimentado del equipo de F1, teniendo a Alberto Ascari con quien llevó una relación cercana de amistad. En 1954, él y Ascari se unieron al nuevo equipo Lancia pero la muerte de Ascari en la primavera del siguiente año afectó de tal forma a Villoresi que su carrera declinó. Se retiró de las competiciones de Grand Prix racing en 1957 después de 32 arrancadas en Fórmula 1 sin conseguir la victoria pero alcanzando el podio en 8 ocasiones. Continuó su carrera en la categoría de rallies ganando el Rally Acrópolis de Grecia en 1958 antes de retirarse a su casa en Módena.

### Muerte
Luigi Villoresi murió en 1997 a la edad de ochenta y ocho años, en un hogar de ancianos de Santa Caterina en Módena, donde pasó los últimos años de su vida.

## Resultados

### Fórmula 1
(Clave) (negrita indica pole position) (cursiva indica vuelta rápida)

| Año  | Equipo                    | 1       | 2       | 3       | 4       | 5         | 6       | 7       | 8         | 9       | Pos. | Puntos  |
| ---- | ------------------------- | ------- | ------- | ------- | ------- | --------- | ------- | ------- | --------- | ------- | ---- | ------- |
| 1950 | Scuderia Ferrari          | GBR     | MON Ret | 500     | SUI Ret | BEL 6     | FRA DNS | ITA     |           |         | NC   | 0       |
| 1951 | Scuderia Ferrari          | SUI Ret | 500     | BEL 3   | FRA 3   | GBR 3     | GER 4   | ITA 4   | ESP Ret   |         | 5°   | 15 (18) |
| 1952 | Scuderia Ferrari          | SUI     | 500     | BEL     | FRA     | GBR       | GER     | NED 3   | ITA 3     |         | 8°   | 8       |
| 1953 | Scuderia Ferrari          | ARG 2   | 500     | NED Ret | BEL 2   | FRA 6     | GBR Ret | GER 8 * | SUI 6     | ITA 3   | 5°   | 17      |
| 1954 | Officine Alfieri Maserati | ARG     | 500     | BEL     | FRA 5   | GBR Ret * | GER DNS | SUI     | ITA Ret   |         | 20°  | 2       |
| 1954 | Scuderia Lancia           |         |         |         |         |           |         |         |           | ESP Ret | 20°  | 2       |
| 1955 | Scuderia Lancia           | ARG Ret | MON 5   | 500     | BEL     | NED       | GBR     | ITA DNS |           |         | 20°° | 2       |
| 1956 | Scuderia Centro Sud       | ARG     | MON     | 500     | BEL 5   |           |         |         |           |         | 22°  | 2       |
| 1956 | Luigi Piotti              |         |         |         |         | FRA Ret   | GBR 6   | GER Ret |           |         | 22°  | 2       |
| 1956 | Officini Alfieri Maserati |         |         |         |         |           |         |         | ITA Ret † |         | 22°  | 2       |

## Galería de imágenes
|                                                                        |
| Villoresi en la tapa de la revista El Gráfico del 30 de enero de 1948. |

|                                                                                |
| Alberto Ascari y Luigi Villoresi (detrás) en el Gran Premio de Italia de 1952. |

| |
| De izq. a der., los pilotos Villoresi, Ascari, Castellotti y el ingeniero de motores Vittorio Jano. |